# Thẩm Dương
Bản mẫu:Contains Manchu text
Thẩm Dương (tiếng Trung giản thể: 沈阳市, Shenyang) là một thành phố ở Đông Bắc Trung Quốc. Đây là tỉnh lỵ của tỉnh Liêu Ninh, nằm ở phía trung-bắc của tỉnh. Thẩm Dương là thành phố đông dân nhất của Liêu Ninh cũng như là thành phố lớn nhất ở Đông Bắc Trung Quốc theo dân số đô thị, với dân số đô thị là 6,3 triệu người (tổng điều tra dân số năm 2010), trong khi tổng dân số đô thị lên tới 8,1 triệu. Thẩm Dương cũng là thành phố trung tâm của một trong những siêu đô thị lớn ở Trung Quốc, Khu vực đô thị lớn Thẩm Dương, với tổng dân số hơn 23 triệu người. Khu vực hành chính của thành phố bao gồm mười quận đô thị của Thẩm Dương, thành phố Tân Dân cấp huyện và hai huyện Khang Bình và Pháp Khố. Cái tên Thẩm Dương nghĩa là phía bắc (phía dương) của sông Thẩm (tên khác của sông Hồn). Thành phố này còn được biết đến dưới tên gọi Thịnh Kinh (盛京) hay Phụng Thiên (奉天).
Lịch sử thành phố bắt đầu từ thời Chiến Quốc khi tướng Yên Tần Khai thành lập Hầu Thành khoảng năm 300 TCN. Nó đã được gọi là Thẩm Châu trong thời nhà Kim và Thẩm Dương Lộ trong thời nhà Nguyên. Đến thời nhà Minh, nơi đây trở thành Thẩm Dương Trung Vệ. Năm 1625, Nỗ Nhĩ Cáp Xích chiếm được Thẩm Dương và dời đô từ Hách Đồ A Lạp về đây và lấy tên mới là Thịnh Kinh (nghĩa là kinh đô đang lên). Thịnh Kinh giữ vai trò là kinh đô của nhà Hậu Kim, sau là nhà Thanh, cho đến năm 1644 khi triều đình nhà Thanh dời đô đến Bắc Kinh. Năm 1657, phủ Phụng Thiên được thành lập xung quanh Thẩm Dương. Năm 1914, Thẩm Dương đã lấy lại tên hiện giờ.
Trận Phụng Thiên diễn ra vào năm 1905 như một phần của Chiến tranh Nga-Nhật. Chiến thắng tiếp theo của đế quốc Nhật Bản cho phép họ sáp nhập khu vực phía tây thành phố cổ và tăng ảnh hưởng của họ đối với Thẩm Dương; Sự kiện Phụng Thiên khiến người Nhật tiếp tục xâm chiếm phần còn lại của vùng Đông Bắc Trung Quốc, tạo ra quốc gia bù nhìn Mãn Châu Quốc. Sau khi Nhật Bản đầu hàng vào năm 1945, Thẩm Dương vẫn là một thành trì của Quốc dân đảng, nhưng đã bị Đảng Cộng sản Trung Quốc thâu tóm vào năm 1948 sau chiến dịch Liêu Thẩm.
Cùng với các thành phố lân cận, Thẩm Dương là một trung tâm công nghiệp quan trọng ở Trung Quốc, và đóng vai trò là trung tâm vận chuyển và thương mại của vùng đông bắc Trung Quốc, đặc biệt là với Nhật Bản, Nga và Hàn Quốc. Từng là một trung tâm công nghiệp nặng ở Trung Quốc từ những năm 1930, và là mũi nhọn của Kế hoạch Hồi sinh Khu vực Đông Bắc của chính phủ trung ương Trung Quốc, thành phố đã đa dạng hóa ngành công nghiệp của mình, bao gồm mở rộng sang lĩnh vực dịch vụ. Các ngành công nghiệp đang phát triển bao gồm phần mềm, ô tô và điện tử.

## Tên gọi
Thẩm Dương có nghĩa đen là "phía dương của sông Thẩm", ám chỉ vị trí của sông Hun (trước đây gọi là sông Thẩm, 瀋 水; Shěn Shuǐ), ở phía nam của thành phố. Theo truyền thống Trung Quốc, bờ bắc của một con sông và sườn phía nam của một ngọn núi có thời tiết "nắng" - hay "Dương".

## Lịch sử

### Thời cổ

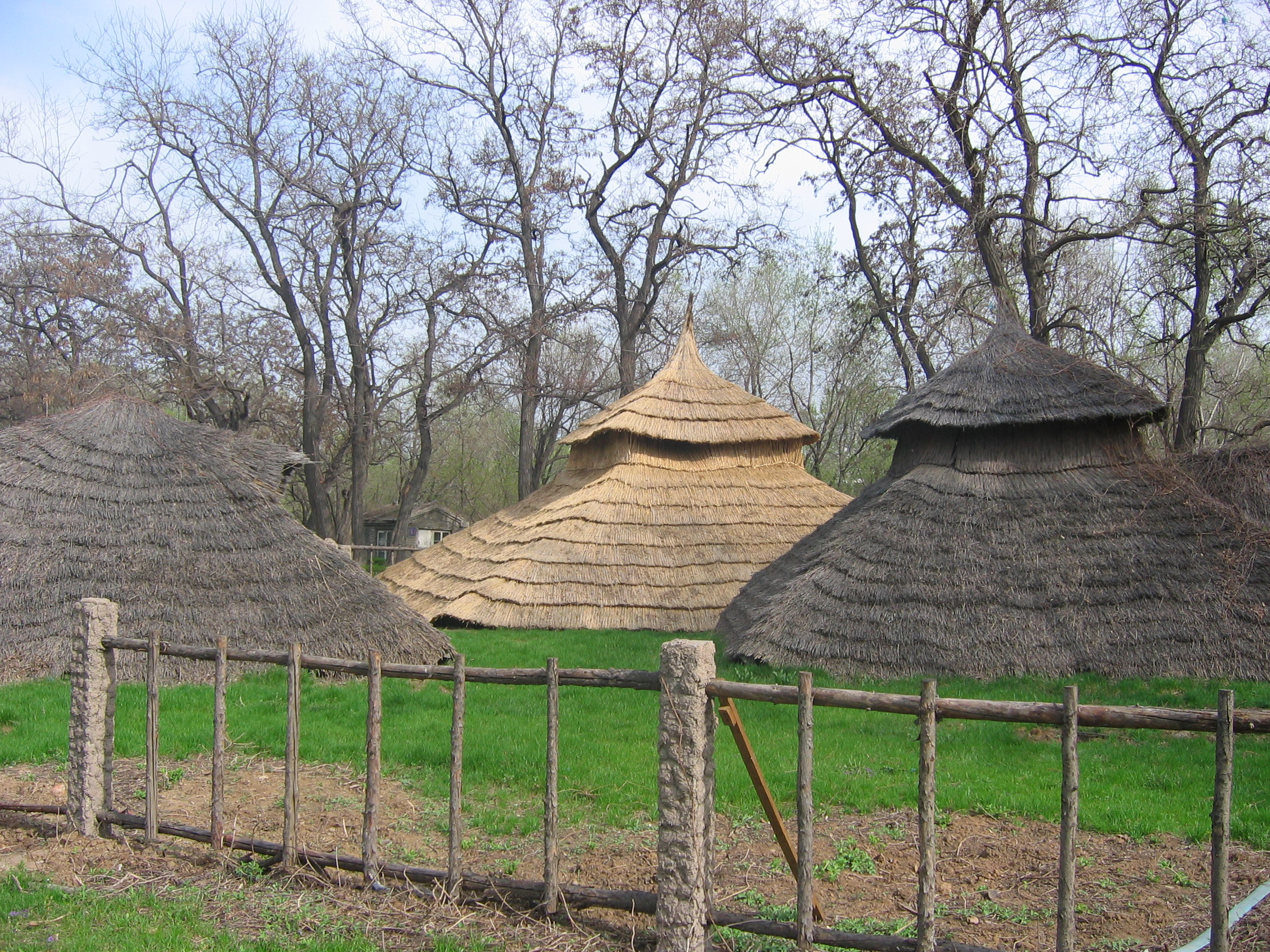
Làng văn hóa Tân Lạc

Các phát hiện khảo cổ học cho thấy con người cư trú ở Thẩm Dương ngày nay sớm nhất là 8.000 năm trước. Phần còn lại của văn hóa Tân Lạc, một xã hội thời kỳ đồ đá mới muộn hơn 6.800-7.200 năm tuổi, được đặt trong một bảo tàng ở phía bắc quận Huanggu. Nó được bổ sung bởi một ngôi làng được tái tạo ở khu vực. Một con chim điêu khắc bằng gỗ được khai quật ở đó là di tích văn hóa sớm nhất ở Thẩm Dương, cũng như một trong những tác phẩm điêu khắc gỗ lâu đời nhất được tìm thấy ở bất cứ đâu trên thế giới.
Thành phố, hiện được gọi là Thẩm Dương, được thành lập lần đầu tiên vào khoảng 300 BCE trong thời Chiến Quốc bởi tướng nước Yên Tần Khai, người đã chinh phục vùng Liêu Đông, và sau đó được đặt tên là Hầu Thành (侯城; Hóu Chéng). Tuy nhiên, khoảng 350 năm sau dưới thời trị vì của Hoàng đế Hán Quang Vũ Đế, thành phố đã bị những người du mục Đông Hồ cướp phá và đốt cháy sau đó. Khu vực Thẩm Dương hiện đại được phân chia giữa hai sở chỉ huy có tên Liêu Đông và Huyền Thố vào khoảng năm 107. Liêu Đông sau đó bị một thống đốc người Hán chiếm giữ vào năm 189. Sau đó cả hai khu vực trên đã được thống nhất trong một thời gian ngắn dưới thời Tào Ngụy và Tây Tấn. Khu vực này đã bị xáo trộn trong thế kỷ thứ 4 do người Hồ chiếm đóng Trung Nguyên cho đến khi nước Cao Câu Ly chiếm cả hai sở chỉ huy vào năm 404. Họ đã thành lập các thành phố Xuantucheng và Gaimoucheng trong khu vực. Triều đại nhà Tùy sau này chiếm lại khu vực trên và thành lập một Sở chỉ huy Liêu Đông mới hiện nay là Thẩm Dương. Năm 645, nhà Đường khi đem quân xâm lược Cao Câu Ly và đã chiếm được Xuantucheng và Gaimoucheng. Ngay sau đó, Liêu Đông được tổ chức lại về mặt hành chính và được hưởng gần 250 năm ổn định và phát triển.
Năm 916, vùng Thẩm Dương được cai trị bởi nhà Liêu và được gọi là tỉnh Thẩm (州; Thẩm Châu) cho đến cuối thời nhà Kim (quốc gia đã chinh phục vùng đất này vào năm 1116), và trở thành Thẩm Dương Lộ (瀋陽路; Shěnyáng Lù) trong thời nhà Nguyên. Trong thời nhà Minh, nó được chỉ định là một "thị trấn bảo vệ" (các khu định cư được quân sự hóa, chẳng hạn như các thành phố hoặc thị trấn bị bao vây nặng nề) có tên là Vệ binh Thẩm Dương Trung Vệ (瀋陽中衛; Shěnyáng Zhōngwèi) và dần dần trở thành một trong những thành trì quan trọng nhất ngoài phạm vi của Sơn Hải quan.

### Kinh đô của Mãn Châu

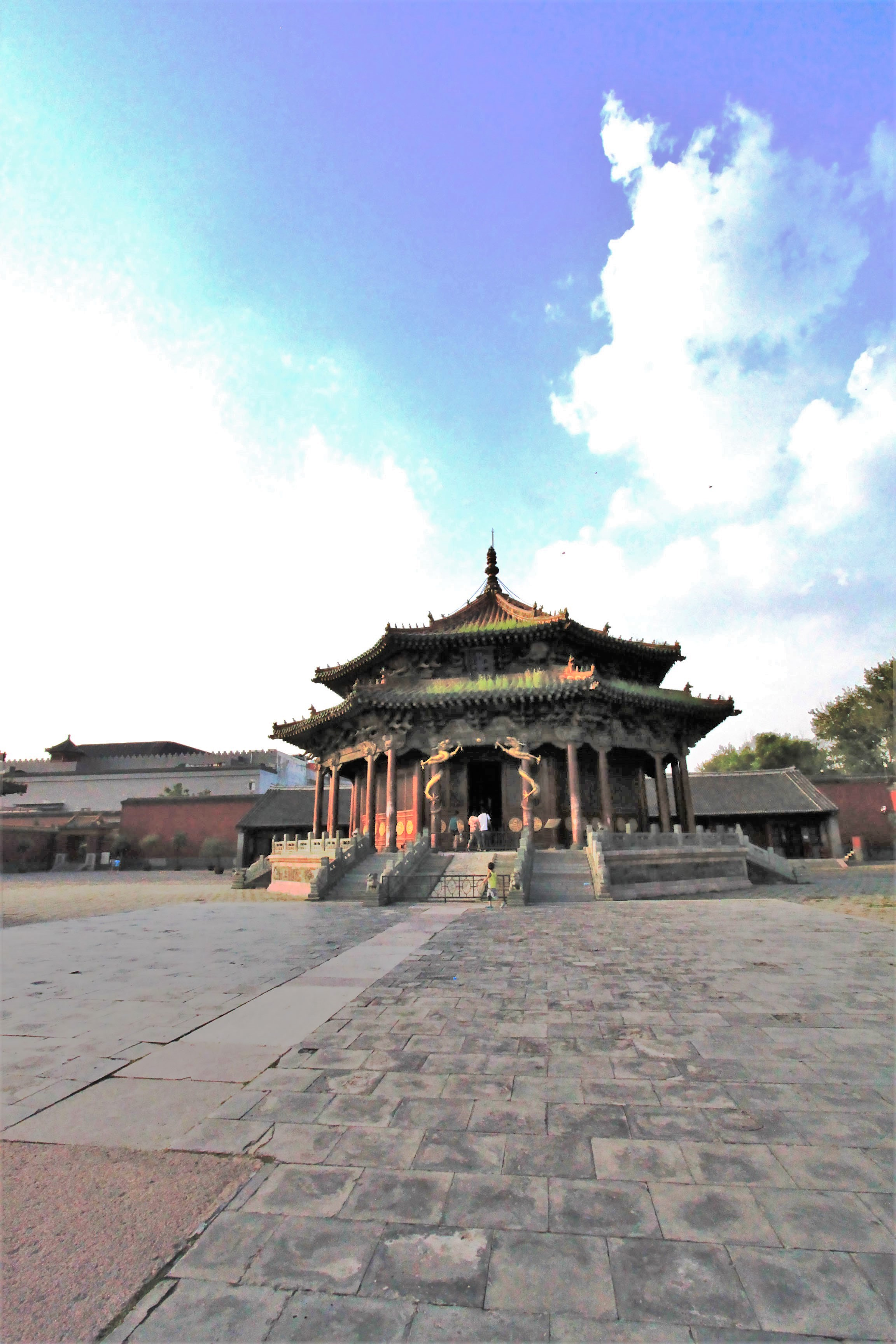
Cố cung Thẩm Dương

Năm 1625, vua nhà Hậu Kim Nỗ Nhĩ Cáp Xích chiếm được Thẩm Dương và quyết định di dời toàn bộ cơ quan đầu não của mình đến đây. Tên của kinh đô được đổi sang Thịnh Kinh (盛京) hay Phụng Thiên vào năm 1634. Theo lệnh của Nỗ Nhĩ Cáp Xích, Cung điện Hoàng gia được xây dựng vào năm 1626, tượng trưng cho vị thế mới nổi của thành phố là trung tâm chính trị của người Nữ Chân. Cung điện có hơn 300 phòng được trang trí phô trương và 20 khu vườn như một biểu tượng của quyền lực và sự hùng vĩ.
Sau sự sụp đổ của nhà Minh năm 1644 và chiến thắng trong trận Sơn Hải quan với quân Đại Thuận chỉ một ngày sau đó, người Mãn Châu đã thành công trong việc vượt qua Sơn Hải quan để thành lập triều đại nhà Thanh ở Trung Quốc đại lục, với kinh đô được chuyển đến Bắc Kinh. Tuy nhiên, Thẩm Dương vẫn giữ được tầm quan trọng đáng kể với tư cách là kinh đô thứ cấp và là ngôi nhà tinh thần của triều đại nhà Thanh qua nhiều thế kỷ. Kho báu của nhà hoàng gia được lưu giữ tại các cung điện của nó, và lăng mộ của những người cai trị đầu thời nhà Thanh đã từng là một trong những di tích nổi tiếng nhất ở Trung Quốc.

### Ảnh hưởng của Nga và Nhật

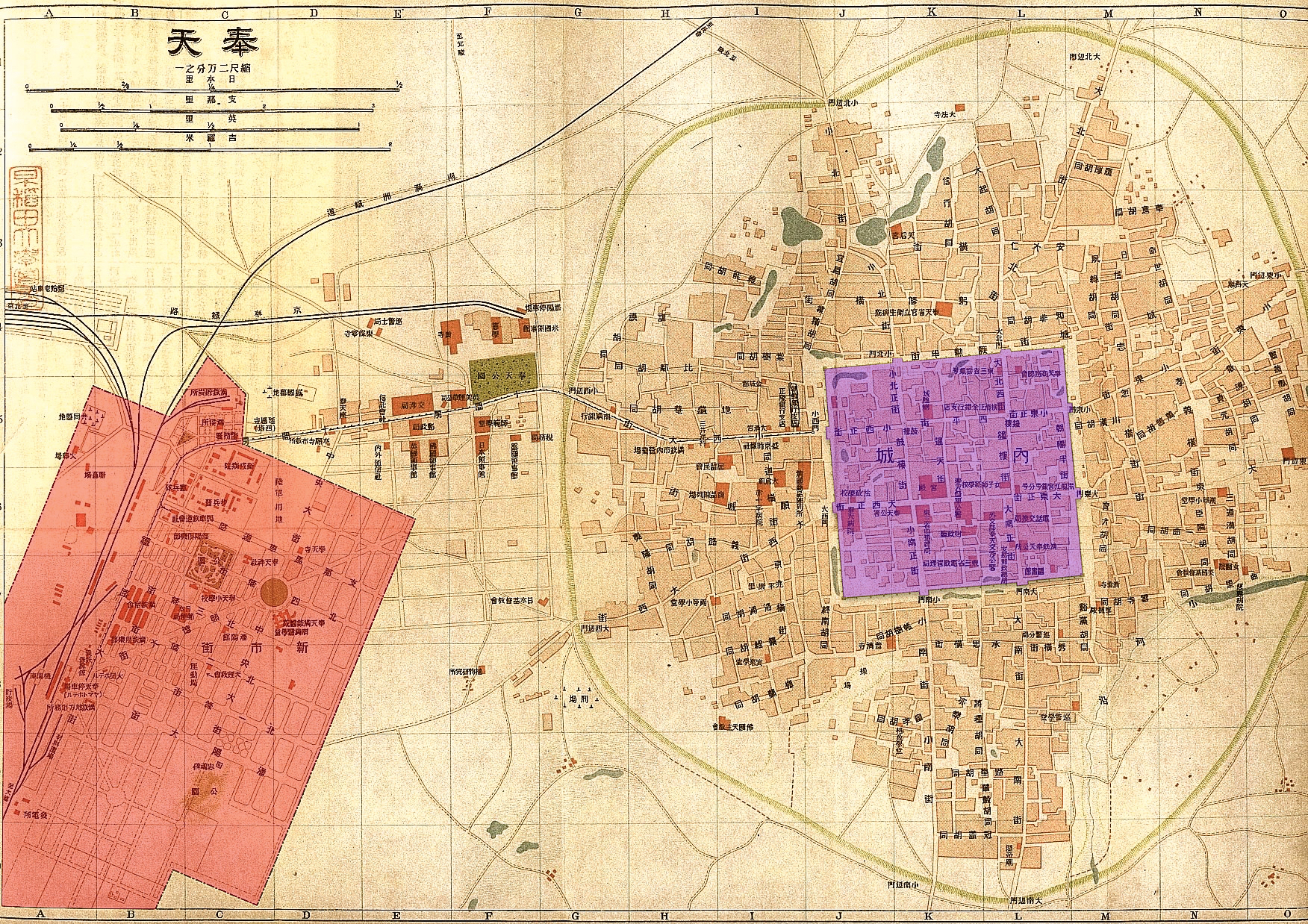
Vùng kiểm soát của Nhật Bản (cam) và phố cổ Thẩm Dương (tím) năm 1919

Sau Chiến tranh Trung-Nhật đầu tiên, Nhật Bản đã cưỡng chế việc sáp nhập Bán đảo Liêu Đông với Hiệp ước Shimonoseki vào năm 1895, mặc dù đã buộc phải từ bỏ vì áp lực ngoại giao từ Sự can thiệp của Nga, Pháp và Đức. Sau hậu quả của mối đe dọa Nhật Bản, nhà lãnh đạo nhà Thanh Lý Hồng Chương đã đến thăm Moskva năm 1896 và ký một hiệp ước bí mật với Ngoại trưởng Nga, ông Mitchsey lobanov-Rostovsky, cho phép Đế quốc Nga xây dựng tuyến đường sắt của họ sang Mãn Châu, mở ra cánh cửa tiến tới chủ nghĩa bành trướng của Nga dưới hình thức một hội nghị cho thuê khác vào năm 1898, cho phép Nga sáp nhập cảng Arthur một cách hiệu quả trừ tên. Tuy nhiên, sau phong trào Nghĩa Hòa Đoàn năm 1900, các lực lượng Nga đã sử dụng lực lượng nổi dậy chống ngoại bang như một cái cớ để chính thức xâm chiếm và chiếm phần lớn Mãn Châu, và Phụng Thiên trở thành một thành trì của Nga ở Viễn Đông với việc xây dựng Đường sắt Nam Mãn Châu.
Trong Chiến tranh Nga-Nhật (1904-1905), Phụng Thiên là nơi diễn ra Trận Phụng Thiên từ ngày 19 tháng 2 đến ngày 10 tháng 3 năm 1905. Thu hút hơn 600.000 người tham gia chiến đấu, đây là trận chiến lớn nhất kể từ Trận Leipzig năm 1813 và cũng là trận chiến thời hiện đại lớn nhất từng xảy ra ở châu Á trước chiến tranh thế giới thứ hai. Sau chiến thắng của Nhật Bản, Phụng Thiên trở thành một trong những căn cứ chính của sự hiện diện và mở rộng kinh tế của Nhật Bản vào miền nam Mãn Châu. Chính trong thời gian này, Phụng Thiên là một trong những tâm dịch chính của bệnh dịch hạch Mãn Châu (1910-1911), cuối cùng đã dẫn đến khoảng 60.000 người chết.

### Chiến tranh quân phiệt và sự xâm lược của Nhật Bản

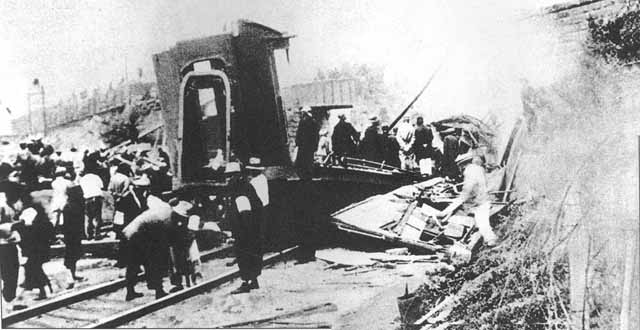
Tàu của Trương Tác Lâm sau biến cố Huanggutun

Năm 1914, thành phố đổi lại tên cũ là Thẩm Dương, nhưng tiếp tục được gọi là Phụng Thiên (đôi khi được đánh vần là Moukden) trong một số tài liệu tiếng Anh và ở Nhật Bản trong suốt nửa đầu thế kỷ 20. Dấu bưu điện của chính quyền bưu chính Trung Quốc giữ chính tả "MOUKDEN /" để sử dụng trên thư quốc tế cho đến cuối những năm 1920. Sau đó, một dấu dữ liệu song ngữ tiếng Trung-Mãn "SHENYANG (MUKDEN) / (奉天)" đã được sử dụng cho đến năm 1933.

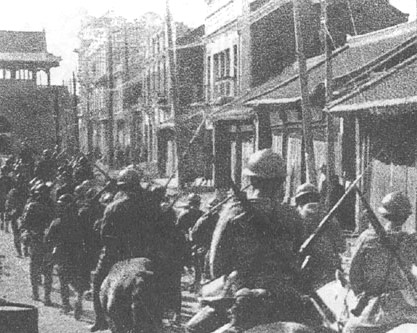
Quân Nhật tiến vào Thẩm Dương sau biến cố Phụng Thiên

Đầu thế kỷ 20, Thẩm Dương bắt đầu mở rộng ra khỏi các bức tường thành phố cổ. Ga xe lửa Thẩm Dương trên tuyến đường sắt Nam Mãn Châu và Ga xe lửa Bắc Thẩm Dương trên tuyến đường sắt Jingfeng, cả phía tây của thành phố cổ, trở thành trung tâm thương mại mới của Thẩm Dương. Vào những năm 1920, Phụng Thiên là thủ đô của lãnh chúa Trương Tác Lâm, người sau đó bị ám sát khi đoàn tàu của ông bị nổ tung vào ngày 4 tháng 6 năm 1928 tại một cây cầu đường sắt được bảo vệ bởi Nhật Bản. Vào thời điểm đó, một số nhà máy được Trương xây dựng để sản xuất đạn dược ở vùng ngoại ô phía bắc và phía đông. Những nhà máy này đặt nền móng cho sự phát triển công nghiệp của Thẩm Dương.
Vào khoảng 10:20 tối ngày 18 tháng 9 năm 1931, một lượng nhỏ chất nổ đã được kích nổ gần một tuyến đường sắt gần Phụng Thiên thuộc sở hữu của Công ty Đường sắt Nam Mãn Châu Nhật Bản bởi Quân đội Kwantung Trung úy Kawamoto Suemori. Quân đội Đế quốc Nhật Bản, cáo buộc các nhà bất đồng chính kiến Trung Quốc về hành động này, sau đó sử dụng vụ nổ cờ giả làm cớ để tiến hành một cuộc tấn công hoàn toàn vào Phụng Thiên, và chiếm được thành phố vào sáng hôm sau (19 tháng 9). Sau sự kiện Phụng Thiên, người Nhật tiếp tục xâm chiếm và chiếm phần còn lại của vùng Đông Bắc Trung Quốc, và tạo ra quốc gia bù nhìn Mãn Châu Quốc với cựu hoàng Phổ Nghi làm lãnh đạo. Trong thời Mãn Châu Quốc (1932-1945), thành phố một lần nữa được gọi là Fengtian (và Mukden trong tiếng Anh), và được người Nhật phát triển thành một trung tâm công nghiệp nặng. Nhật Bản đã có thể khai thác tài nguyên ở Mãn Châu bằng cách sử dụng mạng lưới đường sắt rộng khắp. Ví dụ, những khu rừng rộng lớn của Mãn Châu đã bị chặt hạ. Sự phát triển của Thẩm Dương cũng không cân bằng trong giai đoạn này; các cơ sở của thành phố hầu hết nằm trong khu dân cư Nhật Bản, trong khi khu dân cư Trung Quốc có điều kiện sống tồi tàn.

### Sau thế chiến thứ hai

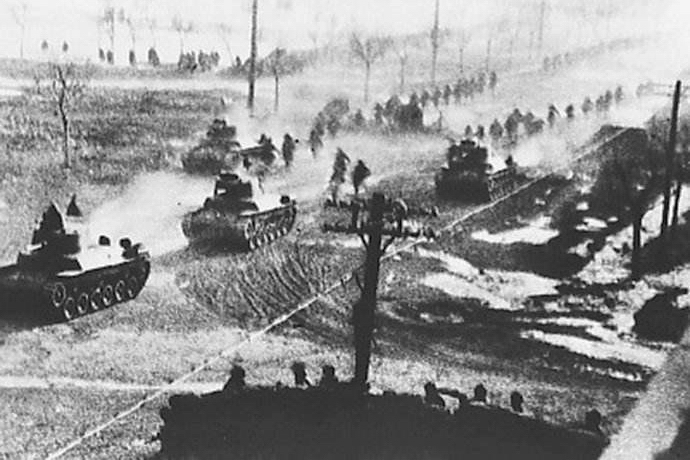
Xe tăng Chi-Ha Kiểu 97 của Quân đội Giải phóng Nhân dân Trung Quốc tiến vào Thẩm Dương trong chiến dịch Liêu Thẩm

Dưới thời Nguyên soái Liên Xô, ông Aleksandr Mikhailovich Vasilevsky, Bộ Tư lệnh Viễn Đông của lực lượng Liên Xô tiến vào Mãn Châu vào đầu tháng 8 năm 1945 sau khi Nhật Bản đầu hàng. Vào ngày 16 tháng 8 năm 1945, Phổ Nghi bị Hồng quân Liên Xô bắt giữ tại sân bay Thẩm Dương khi ông ta đang ở trên một chiếc máy bay để chạy trốn đến Nhật Bản. Vào ngày 20 tháng 8, quân đội Liên Xô đã chiếm được Thẩm Dương. Các báo cáo của Anh và Mỹ chỉ ra rằng quân đội Liên Xô chiếm đóng vùng Đông Bắc Trung Quốc và khu vực Đông Nội Mông Cổ đã cướp bóc và khủng bố người dân Thẩm Dương, và không bị chính quyền Liên Xô ngăn cản dù quân đội của họ đã trải qua "ba ngày cưỡng hiếp và cướp bóc". Liên Xô sau đó đã rút quân và phe Quốc dân đảng trở lại, những người đã bay trên các máy bay vận tải của Hoa Kỳ. Trong cuộc nội chiến Trung Quốc, Thẩm Dương vẫn là một thành trì của Quốc dân đảng từ năm 1946 đến năm 1948, mặc dù Đảng Cộng sản Trung Quốc kiểm soát các vùng nông thôn xung quanh. Thành phố đã bị chiếm bởi những người cộng sản vào ngày 30 tháng 10 năm 1948, sau một loạt các hành vi vi phạm Hiệp ước được gọi là Chiến dịch Liêu Thẩm.
Trong hơn 200 năm qua, Thẩm Dương đã cố gắng phát triển và gia tăng sức mạnh công nghiệp trong các cuộc chiến liên tiếp với Nga và Nhật Bản vào cuối thế kỷ 19 và đầu thế kỷ 20, Chiến tranh thế giới thứ hai và Nội chiến Trung Quốc (Thẩm Dương trở thành chiến trường chính giữa Cộng sản và Quốc dân đảng).

## Địa lí

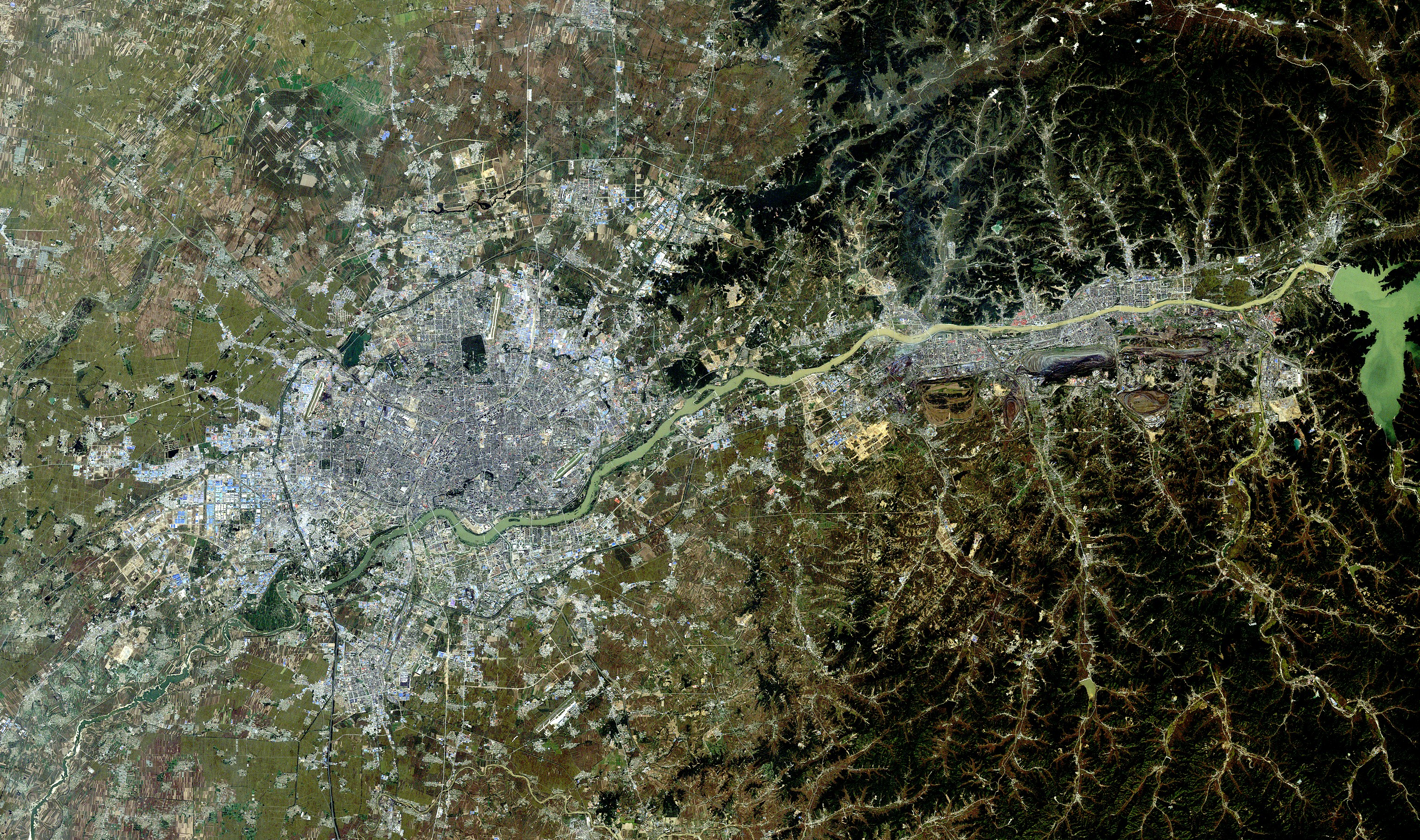
Thẩm Dương và Phủ Thuận ở vùng phụ cận nhìn từ vệ tinh, 2010

Thẩm Dương dao động ở vĩ độ từ 41 ° 11 'đến 43 ° 02' B và theo kinh độ từ 122 ° 25 'đến 123 ° 48' Đ, và nằm ở khu vực trung tâm của tỉnh Liêu Ninh. Các phần phía tây của khu vực hành chính của thành phố nằm trên vùng đồng bằng phù sa của hệ thống sông Liêu, trong khi phần phía đông bao gồm các vùng nội địa của dãy núi Trường Bạch và được bao phủ bởi rừng. Điểm cao nhất ở Thẩm Dương là 414 m (1.58 ft) so với mực nước biển và điểm thấp nhất chỉ 7 m (23 ft). Độ cao trung bình của khu vực đô thị là 45 m (148 ft).
Khu đô thị chính của thành phố nằm ở phía bắc sông Hun, trước đây là nhánh sông lớn nhất của Liêu Hà và thường được người dân địa phương gọi là "sông mẹ" của thành phố. Khu vực đô thị trung tâm được bao quanh bởi ba con sông nhân tạo, tương ứng là kênh Nam (南运河) từ phía nam và đông nam, sông Xinkai (新开河, trước đây là kênh Bắc) từ phía bắc và đông bắc và sông Weigong (卫工河, trước đây là Weigong Nullah) từ phía tây, tất cả được kết nối với nhau bằng các kênh như một tuyến đường thủy liên tục. Kênh Nam đặc biệt, nổi tiếng với một loạt các công viên và vườn tuyến tính dọc theo nó, được xây dựng theo dòng cũ của sông Wanquan (萬泉河; 'mười nghìn sông suối'), trong lịch sử còn được gọi là sông Tiểu Thẩm (小瀋水) hoặc sông Wuli (五里河; 'sông năm li'), là nguồn nước chính của thành phố cổ. Chúng được gia cố ở ngoại vi bởi các con sông nhỏ hơn như sông Xi (细河), sông Puhe (蒲河) và sông Mantang (满堂河), và chảy vào sông Hun tại ba địa điểm khác nhau ở phía đông nam, do phía nam và phía tây nam của thành phố. Trước đây cũng có một con kênh khác ở phía đông có tên Huishan Nullah (辉 山) chảy vào hạ lưu sông Xinkai, nhưng bây giờ không còn tồn tại do cải tạo đất từ các công trình đô thị.

### Môi trường
Thẩm Dương có nhiều công viên, trong số những công viên nổi tiếng nhất là Công viên Tuyến Nam Kênh 14,5 km (9.0 运河 带状 14.5) nằm dọc theo con sông đồng nghĩa đi qua các khu vực phía nam của Dadong, Shenhe và Heping, bao phủ một khu vực rộng khoảng 1.400.000 m2 (350 mẫu Anh). Nó bao gồm 6 công viên lớn và 18 khu vườn ven sông, với nhiều loại thực vật kỳ lạ như hoa hồng, Prunus sibirica, Physalis alkekengi, tạo giáp, đại quân tử, xác pháo, bìm biếc và Rudbeckia hirta, và những thảm cỏ rộng lớn của đào, lê, Malus spectabilis, bạch quả, Salix babylonica, thông và dương hòe. Đây là không gian mở đô thị thực vật lớn nhất ở Thẩm Dương, đóng góp đáng kể vào "tỷ lệ phủ xanh" 40% hiện tại của thành phố, và là công cụ trong thành phố được trao danh hiệu "thành phố rừng quốc gia" năm 2005.
Theo Cục Bảo vệ Môi trường Thẩm Dương, việc sử dụng than vào mùa đông của các trạm lò hơi để sưởi ấm khu vực hydronic là nguồn gốc của 30% ô nhiễm không khí ở Thẩm Dương. Một nửa trong số 16 triệu tấn than mà thành phố tiêu thụ trong mùa đông 2013 2015 đã được sử dụng để sưởi ấm. Các yếu tố chính khác bao gồm bụi từ các công trường xây dựng (20 phần trăm), khí thải xe cộ (20 phần trăm), khí thải công nghiệp (10 phần trăm) và bụi ngoài khu vực (20 phần trăm, chủ yếu là bão cát vàng từ sa mạc Gobi). Tuy nhiên, chất lượng không khí được Cục mô tả là "cải thiện từ từ".

### Khí hậu
Thẩm Dương có khí hậu lục địa ẩm bị ảnh hưởng bởi gió mùa (Köppen: Dwa) đặc trưng bởi mùa hè nóng ẩm do ảnh hưởng của gió mùa Đông Á và mùa đông lạnh, khô do ảnh hưởng của áp cao Siberia. Bốn mùa ở đây có đặc điểm khác nhau rất rõ rệt. Gần một nửa lượng mưa hàng năm xảy ra vào tháng Bảy và tháng Tám. Nhiệt độ trung bình hàng tháng dao động từ −11,2 °C (11,8 °F) vào tháng 1 đến 24,6 °C (76,3 °F) vào tháng 7, trung bình hàng năm là 8,53 °C (47,4 °F). Thời gian không có sương giá là 183 ngày, từ lâu đã xem xét mức độ nghiêm trọng của mùa đông. Thành phố nhận được 2.468 giờ nắng sáng hàng năm; phần trăm hàng tháng của các phạm vi có thể từ 45 phần trăm trong tháng bảy đến 62 phần trăm trong tháng mười. Nhiệt độ cực đại dao động từ −33,1 °C (−28 °F) đến 39,3 °C (103 °F).
| Dữ liệu khí hậu của Thẩm Dương (thông thường 1981–2010, cực hạn 1961–2000)                                             | Dữ liệu khí hậu của Thẩm Dương (thông thường 1981–2010, cực hạn 1961–2000) | Dữ liệu khí hậu của Thẩm Dương (thông thường 1981–2010, cực hạn 1961–2000) | Dữ liệu khí hậu của Thẩm Dương (thông thường 1981–2010, cực hạn 1961–2000) | Dữ liệu khí hậu của Thẩm Dương (thông thường 1981–2010, cực hạn 1961–2000) | Dữ liệu khí hậu của Thẩm Dương (thông thường 1981–2010, cực hạn 1961–2000) | Dữ liệu khí hậu của Thẩm Dương (thông thường 1981–2010, cực hạn 1961–2000) | Dữ liệu khí hậu của Thẩm Dương (thông thường 1981–2010, cực hạn 1961–2000) | Dữ liệu khí hậu của Thẩm Dương (thông thường 1981–2010, cực hạn 1961–2000) | Dữ liệu khí hậu của Thẩm Dương (thông thường 1981–2010, cực hạn 1961–2000) | Dữ liệu khí hậu của Thẩm Dương (thông thường 1981–2010, cực hạn 1961–2000) | Dữ liệu khí hậu của Thẩm Dương (thông thường 1981–2010, cực hạn 1961–2000) | Dữ liệu khí hậu của Thẩm Dương (thông thường 1981–2010, cực hạn 1961–2000) | Dữ liệu khí hậu của Thẩm Dương (thông thường 1981–2010, cực hạn 1961–2000) |
| Tháng | 1                                                                          | 2                                                                          | 3                                                                          | 4                                                                          | 5                                                                          | 6                                                                          | 7                                                                          | 8                                                                          | 9                                                                          | 10                                                                         | 11                                                                         | 12                                                                         | Năm                                                                        |
| --- | -------------------------------------------------------------------------- | -------------------------------------------------------------------------- | -------------------------------------------------------------------------- | -------------------------------------------------------------------------- | -------------------------------------------------------------------------- | -------------------------------------------------------------------------- | -------------------------------------------------------------------------- | -------------------------------------------------------------------------- | -------------------------------------------------------------------------- | -------------------------------------------------------------------------- | -------------------------------------------------------------------------- | -------------------------------------------------------------------------- | -------------------------------------------------------------------------- |
| Cao kỉ lục °C (°F) | 4.8 (40.6)                                                                 | 14.5 (58.1)                                                                | 20.0 (68.0)                                                                | 29.3 (84.7)                                                                | 34.3 (93.7)                                                                | 39.3 (102.7)                                                               | 36.1 (97.0)                                                                | 35.7 (96.3)                                                                | 32.7 (90.9)                                                                | 29.2 (84.6)                                                                | 19.8 (67.6)                                                                | 5.5 (41.9)                                                                 | 39.3 (102.7)                                                               |
| Trung bình ngày tối đa °C (°F)                                                                                         | −4.9 (23.2)                                                                | −0.3 (31.5)                                                                | 7.0 (44.6)                                                                 | 16.9 (62.4)                                                                | 23.4 (74.1)                                                                | 27.5 (81.5)                                                                | 29.0 (84.2)                                                                | 28.6 (83.5)                                                                | 24.0 (75.2)                                                                | 16.2 (61.2)                                                                | 5.6 (42.1)                                                                 | −2.2 (28.0)                                                                | 14.2 (57.6)                                                                |
| Trung bình ngày °C (°F)                                                                                                | −11.2 (11.8)                                                               | −6.4 (20.5)                                                                | 1.3 (34.3)                                                                 | 10.6 (51.1)                                                                | 17.5 (63.5)                                                                | 22.2 (72.0)                                                                | 24.6 (76.3)                                                                | 23.8 (74.8)                                                                | 17.8 (64.0)                                                                | 9.9 (49.8)                                                                 | 0.1 (32.2)                                                                 | −7.9 (17.8)                                                                | 8.5 (47.3)                                                                 |
| Tối thiểu trung bình ngày °C (°F)                                                                                      | −16.5 (2.3)                                                                | −11.9 (10.6)                                                               | −3.9 (25.0)                                                                | 4.5 (40.1)                                                                 | 11.6 (52.9)                                                                | 17.1 (62.8)                                                                | 20.6 (69.1)                                                                | 19.4 (66.9)                                                                | 12.3 (54.1)                                                                | 4.4 (39.9)                                                                 | −4.5 (23.9)                                                                | −12.7 (9.1)                                                                | 3.4 (38.1)                                                                 |
| Thấp kỉ lục °C (°F) | −33.1 (−27.6)                                                              | −27.2 (−17.0)                                                              | −21.7 (−7.1)                                                               | −12.5 (9.5)                                                                | 0.2 (32.4)                                                                 | 6.9 (44.4)                                                                 | 12.4 (54.3)                                                                | 8.0 (46.4)                                                                 | 1.0 (33.8)                                                                 | −8.3 (17.1)                                                                | −22.5 (−8.5)                                                               | −30.2 (−22.4)                                                              | −33.1 (−27.6)                                                              |
| Lượng Giáng thủy trung bình mm (inches)                                                                                | 6.9 (0.27)                                                                 | 8.6 (0.34)                                                                 | 20.6 (0.81)                                                                | 39.5 (1.56)                                                                | 53.1 (2.09)                                                                | 92.5 (3.64)                                                                | 173.6 (6.83)                                                               | 169.2 (6.66)                                                               | 64.6 (2.54)                                                                | 39.4 (1.55)                                                                | 20.3 (0.80)                                                                | 10.2 (0.40)                                                                | 698.5 (27.49)                                                              |
| Số ngày giáng thủy trung bình (≥ 0.1 mm)                                                                               | 3.5                                                                        | 4.0                                                                        | 5.1                                                                        | 7.7                                                                        | 9.2                                                                        | 11.9                                                                       | 13.5                                                                       | 10.9                                                                       | 7.6                                                                        | 6.7                                                                        | 5.4                                                                        | 3.8                                                                        | 89.3                                                                       |
| Độ ẩm tương đối trung bình (%)                                                                                         | 62                                                                         | 56                                                                         | 52                                                                         | 51                                                                         | 55                                                                         | 66                                                                         | 78                                                                         | 78                                                                         | 71                                                                         | 64                                                                         | 62                                                                         | 62                                                                         | 63                                                                         |
| Số giờ nắng trung bình tháng                                                                                           | 162.5                                                                      | 179.3                                                                      | 221.8                                                                      | 236.3                                                                      | 256.0                                                                      | 238.6                                                                      | 206.8                                                                      | 218.8                                                                      | 228.4                                                                      | 212.3                                                                      | 161.0                                                                      | 146.2                                                                      | 2.468                                                                      |
| Phần trăm nắng có thể                                                                                                  | 56                                                                         | 60                                                                         | 60                                                                         | 60                                                                         | 57                                                                         | 53                                                                         | 45                                                                         | 51                                                                         | 61                                                                         | 62                                                                         | 54                                                                         | 52                                                                         | 56                                                                         |
| Nguồn: China Meteorological Administration (precipitation days, sunshine data 1971–2000), all-time extreme temperature |                                                                            |                                                                            |                                                                            |                                                                            |                                                                            |                                                                            |                                                                            |                                                                            |                                                                            |                                                                            |                                                                            |                                                                            |                                                                            |

## Phân chia hành chính
Các quận nội thành
- Quận:
  - Đại Đông (大東, 大东 Dàdōng)
  - Hòa Bình (和平, 和平 Hépíng)
  - Hoàng Cô (皇姑, 皇姑 Huánggū)
  - Thẩm Hà (瀋河, 沈河 Shěnhé)
  - Thiết Tây (鐵西, 铁西 Tiěxī)

Các quận, huyện ngoại thành
- Quận:
  - Vu Hồng (於洪, 于洪 Yúhóng)
  - Tô Gia Đồn (蘇家屯, 苏家屯 Sūjiātún)
  - Hồn Nam (浑南)

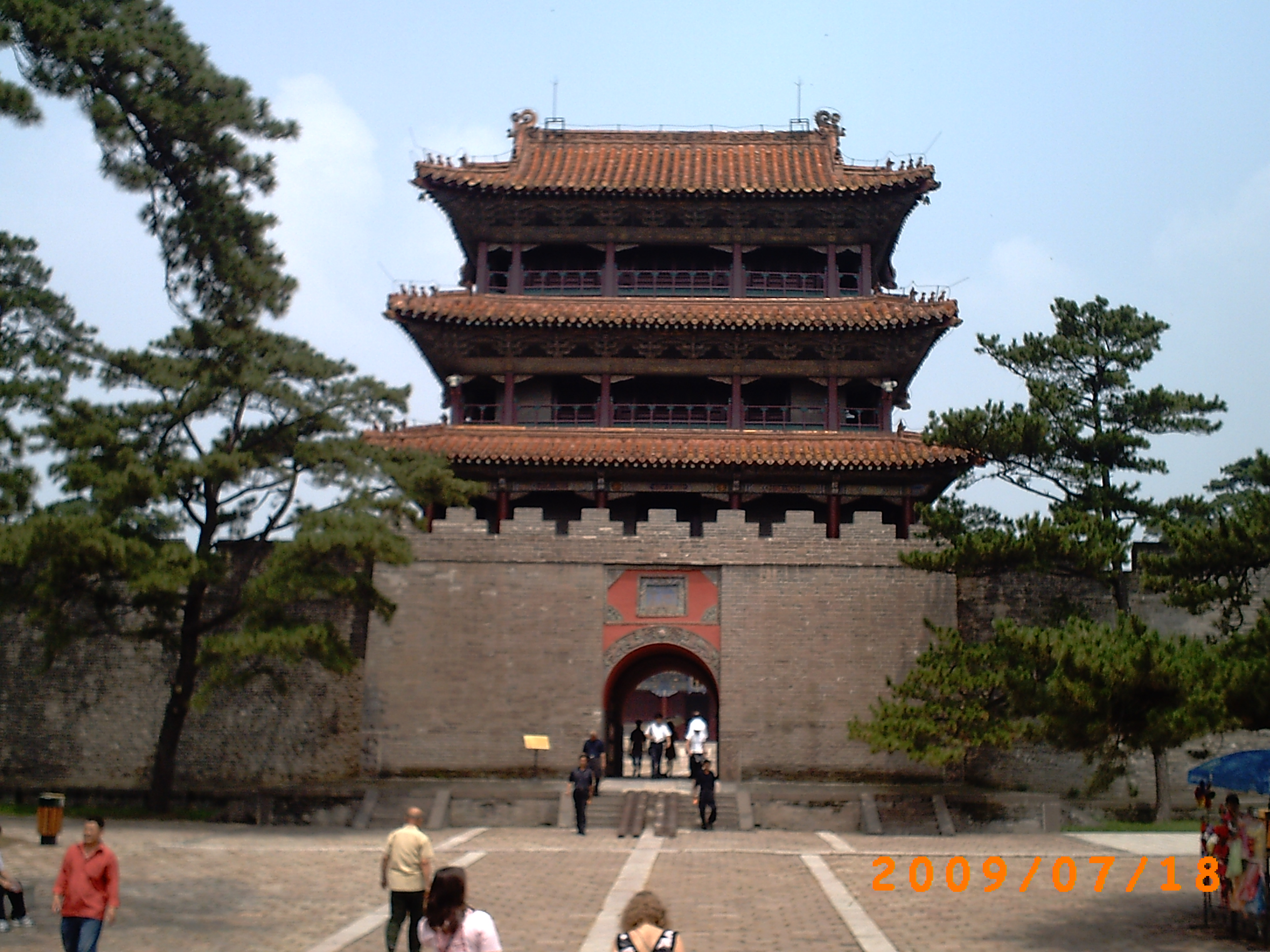
Phúc Lăng, nơi an nghỉ của Nỗ Nhĩ Cáp Xích.

  - Thẩm Bắc Tân (瀋北新, 沈北新 Shěnběi Xīn) (gọi là quận Tân Thành Tử 新城子 cho tới tháng 10 năm 2006)
  - Liêu Trung (遼中, 辽中 Liáozhōng)
- Thành phố cấp huyện:
  - Tân Dân (新民 Xīnmín)
- Huyện:
  - Pháp Khố (法庫, 法库 Fǎkù)
  - Huyện Khang Bình (康平, 康平 Kāngpíng)

## Nhân khẩu

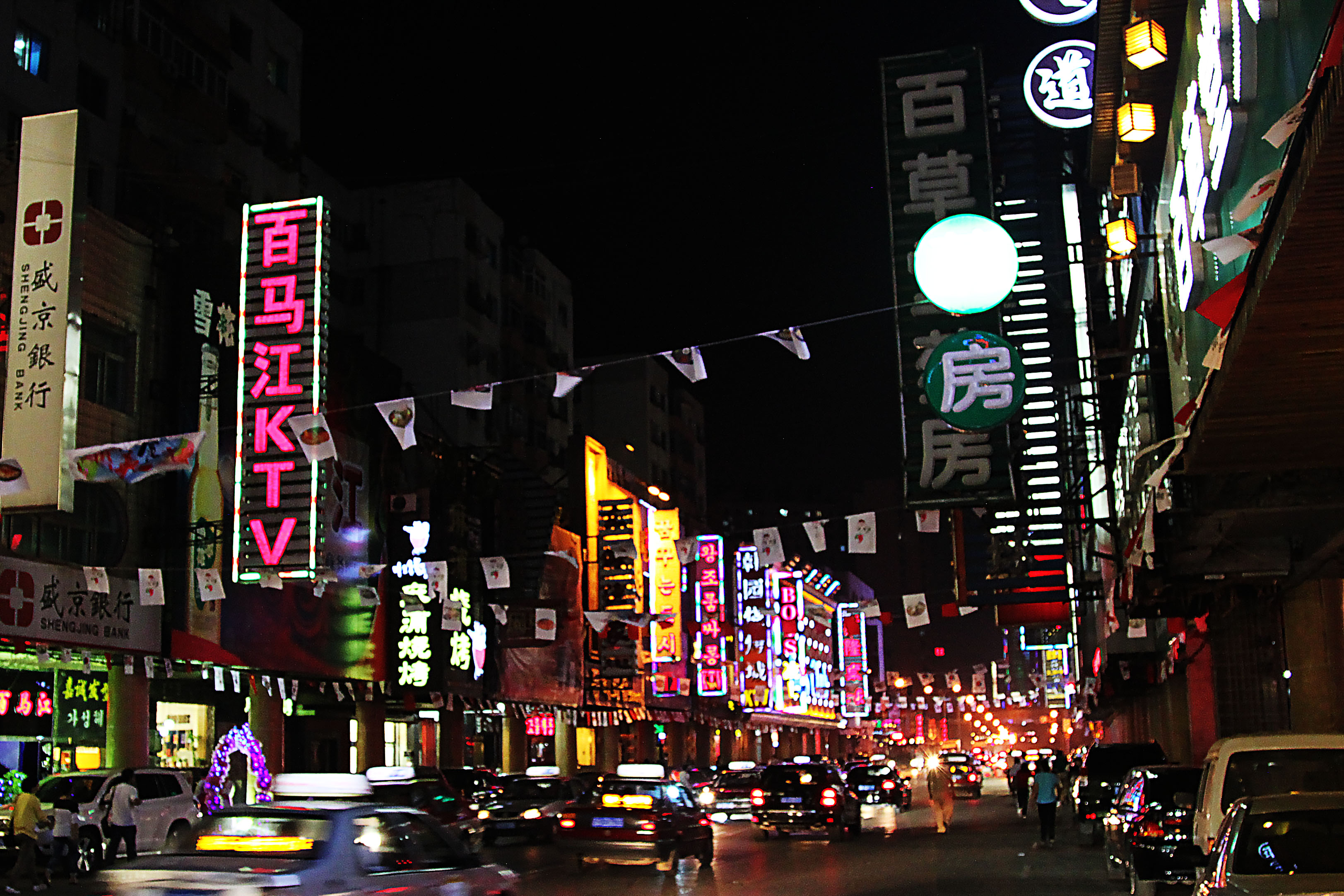
Xita, phố người Triều Tiên lớn thứ hai thế giới.

Thẩm Dương có dân số 8,1 triệu người và dân số đô thị là 5,74 triệu người. Đa dạng về sắc tộc và văn hóa, Thẩm Dương có 38 trong số 56 dân tộc được công nhận của Trung Quốc, trong đó đa số là người Hán khi chiếm đến 91,26% dân số Thẩm Dương. 37 nhóm dân tộc thiểu số gồm người Mãn Châu, người Triều Tiên, người Hồi, người Xibe, người Mông Cổ, người Tráng, người Miêu, người Thổ Gia, người Động, người Daur, người Bạch, người Uyghur, người Tạng, người Di, Thổ dân Đài Loan, người Xa, người Bố Y, người Dao, người Kazakh, |(Trung Quốc)|người Thái, người Lê, người Thủy, người Nạp Tây, người Kachin, người Kyrgyz, người Thổ, người Mulao, người Khương, người Mao Nam, người Cờ Lao, người Nga, người Evenk, người Tatar, người Oroqen, người Nanai và người Lhoba. Hầu hết các nhóm này không có nguồn gốc ở khu vực Thẩm Dương; một số ít, chẳng hạn như Mãn Châu và Xibe.
Thẩm Dương có nhiều đền thờ, nhà thờ Hồi giáo, nhà thờ và các nơi thờ cúng tôn giáo khác.

## Kinh tế

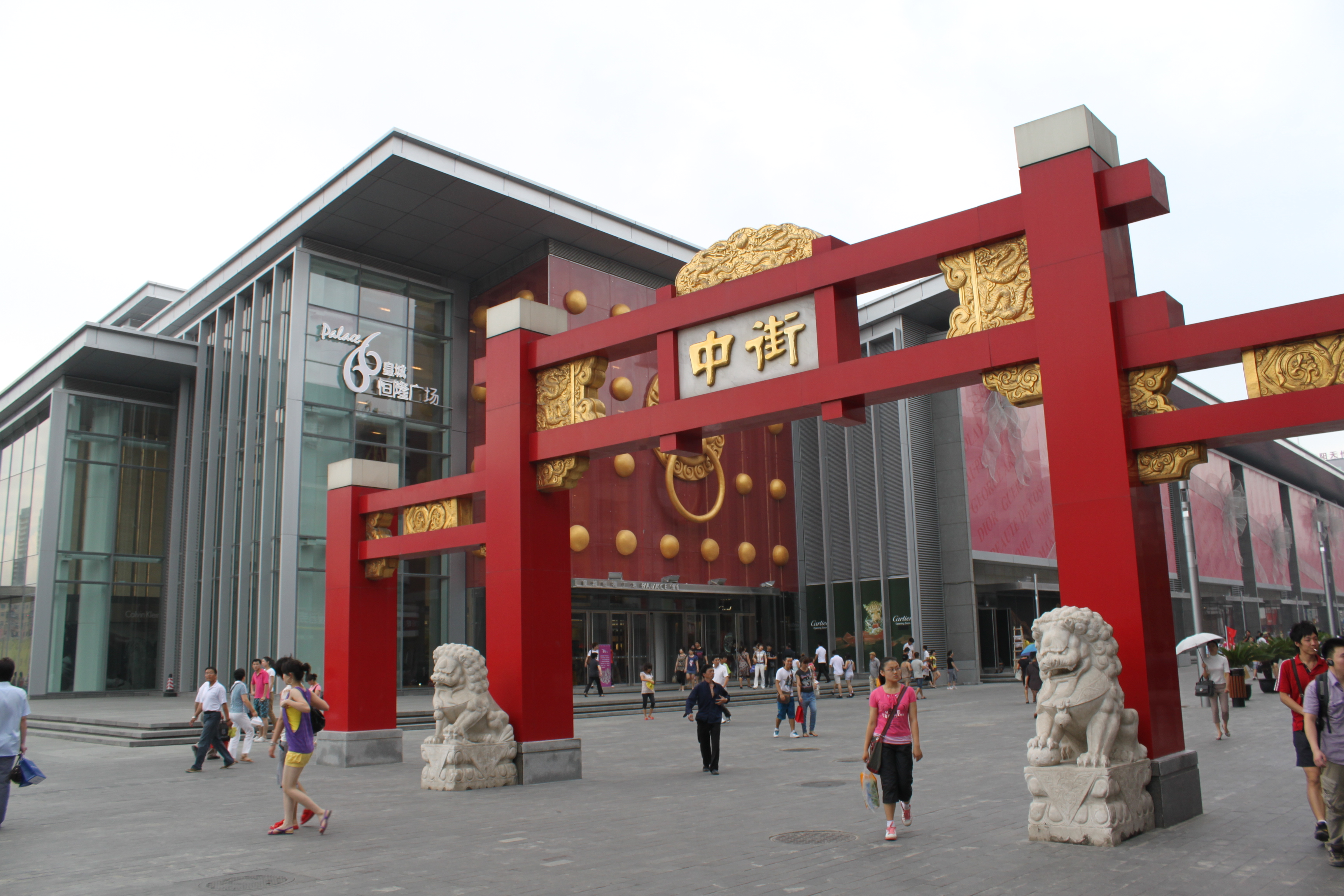
Lối vào vòm của đường giữa (Zhongjie), phố mua sắm dành cho người đi bộ dài 3,5 km ở trung tâm Thẩm Dương bên cạnh Cố cung Phụng Thiên, và là con phố mua sắm dài nhất ở Trung Quốc

Thẩm Dương là một trung tâm công nghiệp quan trọng ở Trung Quốc và là thành phố cốt lõi của Khu kinh tế Thẩm Dương, Khu cải cách đặc biệt mới. Nó đã được tập trung vào công nghiệp nặng, đặc biệt là hàng không vũ trụ, máy công cụ, thiết bị nặng và quốc phòng, và gần đây là phần mềm, ô tô và điện tử. Ngành công nghiệp nặng bắt đầu từ những năm 1920 và được phát triển tốt trước chiến tranh thế giới thứ hai. Trong kế hoạch năm năm đầu tiên (1951-1956), nhiều nhà máy đã được xây dựng ở quận Tiexi. Vào thời kỳ đỉnh cao vào thập niên 1970, Thẩm Dương là một trong ba trung tâm công nghiệp hàng đầu ở Trung Quốc cùng với Thượng Hải và Thiên Tân, và đã có lúc được xem xét nâng cấp lên thành phố tự trị trực tiếp. Tuy nhiên, khi nền kinh tế kế hoạch không còn được ưa chuộng sau những năm 1980, ngành công nghiệp nặng đã suy giảm dần và thành phố trở thành một thành phố vành đai rỉ sét, với hàng trăm ngàn người bị sa thải khỏi các nhà máy thuộc sở hữu nhà nước bị phá sản. Tuy nhiên, nền kinh tế của thành phố đã hồi sinh đáng kể trong những năm gần đây, nhờ vào chiến dịch "Hồi sinh Đông Bắc Trung Quốc" của chính phủ trung ương và sự phát triển nhanh chóng của các ngành công nghiệp sản xuất phần mềm và tự động. Trợ cấp đầu tư được cấp cho các tập đoàn đa quốc gia (MNC) thành lập văn phòng hoặc trụ sở tại Thẩm Dương.
Các ngành dịch vụ, đặc biệt là ngân hàng, đã được phát triển tại Thẩm Dương. Thẩm Dương có một số ngân hàng nước ngoài, chẳng hạn như Ngân hàng Hana của Hàn Quốc, Ngân hàng Tokyo-Mitsubishi UFJ của Nhật Bản, Ngân hàng Đông Á của Hồng Kông, Ngân hàng United Overseas của Singapore và HSBC có trụ sở tại Anh. Năm 2006, thành phố đã tổ chức tổng cộng 1.063 ngân hàng và chi nhánh ngân hàng và 144 công ty liên quan đến bảo hiểm. Đến năm 2010, nó nhằm mục đích thu hút 30 ngân hàng nước ngoài và 60 tổ chức tài chính phi ngân hàng.
Thành phố đã được Economist Intelligence Unit xác định vào tháng 11 năm 2010 là thành viên của CHAMPS (Trùng Khánh, Hợp Phì, An Sơn, Mã An Sơn, Bình Đỉnh Sơn và Thẩm Dương), một hồ sơ kinh tế của 20 thành phố mới nổi hàng đầu ở Trung Quốc.
Thẩm Dương có ba khu vực phát triển:
- Khu Tài chính và Phát triển Thương mại Thẩm Dương
- Khu phát triển công nghiệp công nghệ cao Thẩm Dương
- Khu phát triển kinh tế và công nghệ Thẩm Dương

Nhiều công ty công nghiệp lớn có trụ sở tại Thẩm Dương. Brilliance Auto là nhà sản xuất ô tô lớn của Trung Quốc và hầu hết các nhà máy sản xuất của nó cũng được đặt tại Thẩm Dương. Tập đoàn máy bay Thẩm Dương sản xuất máy bay để sử dụng dân sự cũng như cho PLAAF. Neusoft Group là công ty phần mềm lớn nhất tại Trung Quốc. Tập đoàn máy công cụ Thẩm Dương là nhà sản xuất máy công cụ lớn nhất tại Trung Quốc. Tyco International, General Motors và Michelin Thẩm Dương Corporation đang mở rộng hoạt động tại Thẩm Dương.
GDP bình quân đầu người của thành phố Thẩm Dương là 78490 nhân dân tệ năm 2009 (xếp thứ 3 trong số 58 thành phố và quận thuộc tỉnh Liêu Ninh).

## Giao thông
Là trung tâm giao thông của vùng Đông Bắc Trung Quốc, Thẩm Dương được phục vụ bằng đường hàng không, đường sắt, hệ thống tàu điện ngầm hai tuyến hiện tại và một mạng lưới đường phố và đường cao tốc rộng lớn, với dịch vụ xe buýt trên toàn thành phố. Nhà ga số 3 tại sân bay quốc tế Đào Tiên Thẩm Dương là nhà ga lớn nhất ở phía đông bắc Trung Quốc. Một hệ thống mạng lưới xe điện mới được xây dựng ở phía nam thành phố vào năm 2013.

### Đường sắt

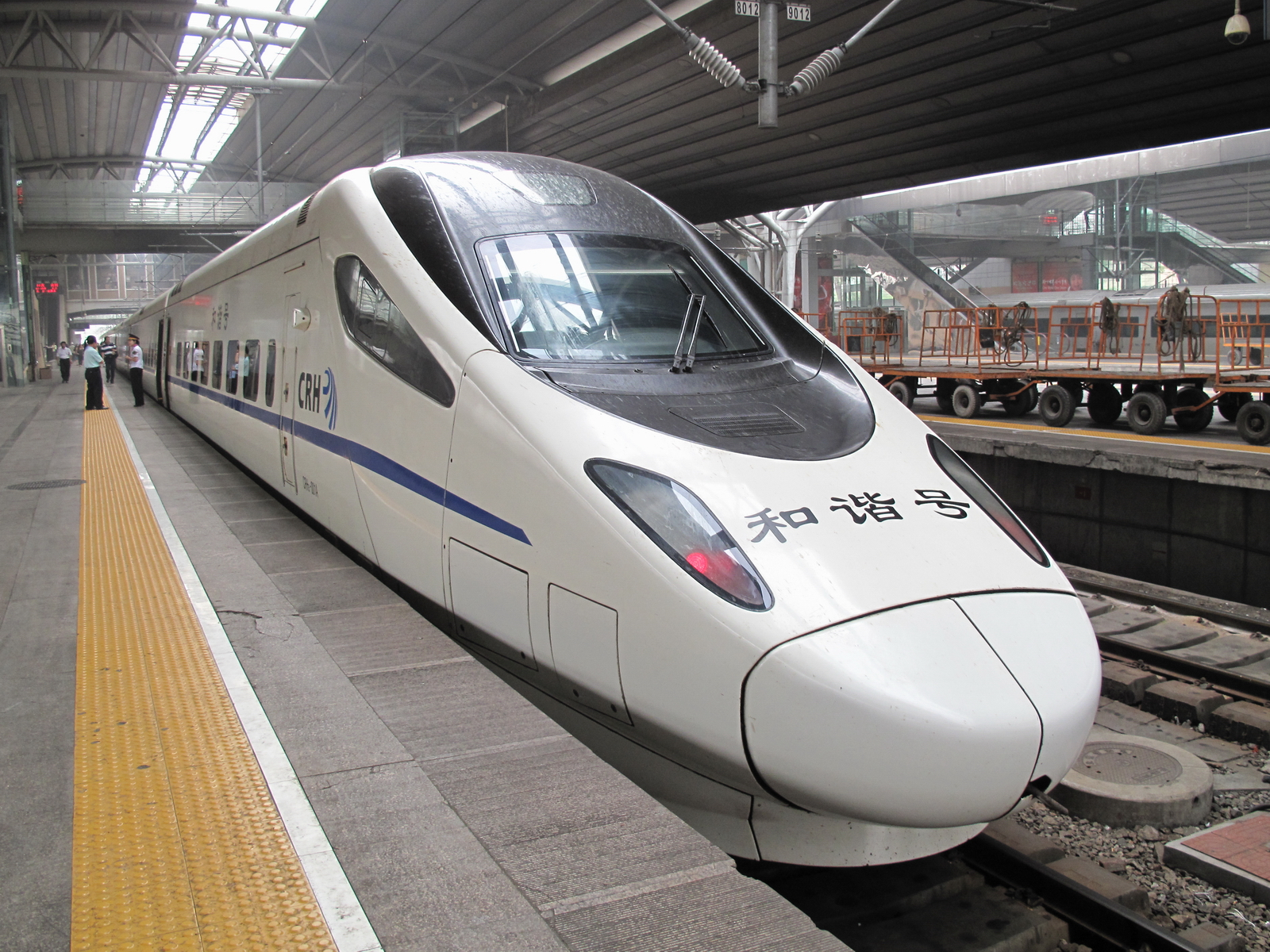
CRU5-001A EMU phục vụ tuyến đường sắt cao tốc Bắc Kinh-Thẩm Dương

Thẩm Dương là trung tâm đường sắt của Đông Bắc Trung Quốc. Tám tuyến đường sắt kết nối Thẩm Dương với Bắc Kinh, Đại Liên, Trường Xuân, Cáp Nhĩ Tân và Phủ Thuận. Thành phố này cũng được phục vụ bởi tuyến đường sắt cao tốc Tần Hoàng Đảo-Thẩm Dương, hành lang vận chuyển hành khách chính trong và ngoài Sơn Hải quan, và tuyến đường sắt dành riêng cho hành khách đầu tiên ở Trung Quốc. Đầu năm 2007, một chuyến tàu cao tốc 200 km/h (120 dặm / giờ) đã giảm thời gian di chuyển giữa Bắc Kinh và Thẩm Dương gần gấp ba lần xuống còn khoảng 4 giờ. Tuyến đường sắt cao tốc Cáp Nhĩ Tân-Đại Liên khai trương vào cuối năm 2012 và kết nối Thẩm Dương với các thành phố lớn khác ở Đông Bắc Trung Quốc như Cáp Nhĩ Tân, Trường Xuân và Đại Liên với tốc độ lên tới 300 km / h (190 dặm / giờ).
Thẩm Dương có hai ga đường sắt chính: ga đường sắt Bắc Thẩm Dương ở quận Shenhe và ga đường sắt Thẩm Dương ở quận Heping.
Kể từ năm 2011, một dịch vụ đường sắt container trực tiếp hàng ngày đã vận chuyển các bộ phận ô tô 11.000 km (6.800 dặm) từ Leipzig, Đức đến Thẩm Dương qua Siberia với thời gian vận chuyển 23 ngày.

### Đường bộ

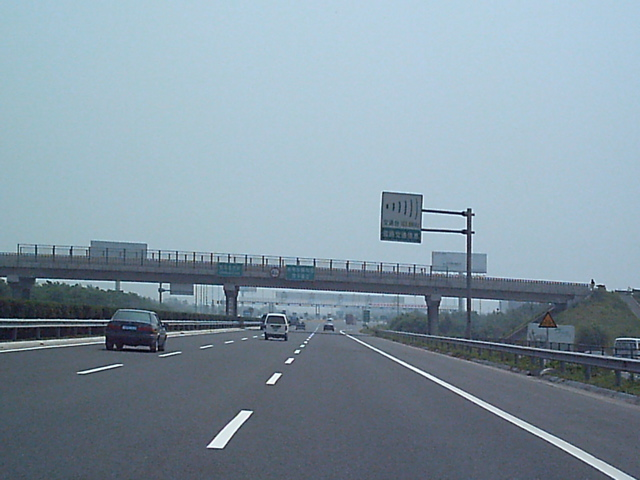
Cao tốc Jingshen

Thẩm Dương được kết nối với các khu vực khác bằng một số đường cao tốc chính theo mô hình xuyên tâm. Đường cao tốc G15 Shenda (公路) về phía tây nam là đường cao tốc đầu tiên được xây dựng ở Trung Quốc và là đường cao tốc có kiểm soát 8 làn, 349,5 km (216,5 mi) với giới hạn tốc độ tối đa 120 km/h (75 dặm/giờ), kết nối Thẩm Dương với Đại Liên, một trong những thành phố cảng lớn nhất Trung Quốc. Đường cao tốc Shendan dài 222 km (138 dặm) về phía đông nam, một phần của đường cao tốc G1113 Đan Đông-Phủ Thuận đi qua Thẩm Dương từ phía tây bắc, là đường cao tốc 4 làn dẫn đến Bản Khê và Đan Đông, và cũng phục vụ Sân bay quốc tế Đào Tiên Thẩm Dương. Đường cao tốc G1212 Shenji 4 làn (吉 高速公路) về phía đông đã được hoàn thành vào năm 2011, nối Thẩm Dương với thành phố Cát Lâm qua Phủ Thuận. Đường cao tốc Jingshen 8 làn (沈) về phía tây là một phần không thể thiếu của Đường cao tốc G1 Jingha (公路) mở rộng ra phía đông bắc, và là một "con đường chính" liên tỉnh xuyên qua Sơn Hải quan nối với thủ đô Bắc Kinh cách đó khoảng 658 km (409 mi). Có các tuyến đường cao tốc cấp tỉnh nhỏ hơn ("tuyến S") đến các thành phố khác như Phủ Thuận, Liêu Dương và Bàn Cẩm, cũng như nhiều tuyến xe đò đường dài và xe tốc hành đến Bắc Kinh và các trung tâm khu vực Đông Bắc lớn khác thông qua các tuyến đường quốc gia lớn như Quốc lộ Trung Quốc 101, 102, 203 và 304.

### Đường hàng không

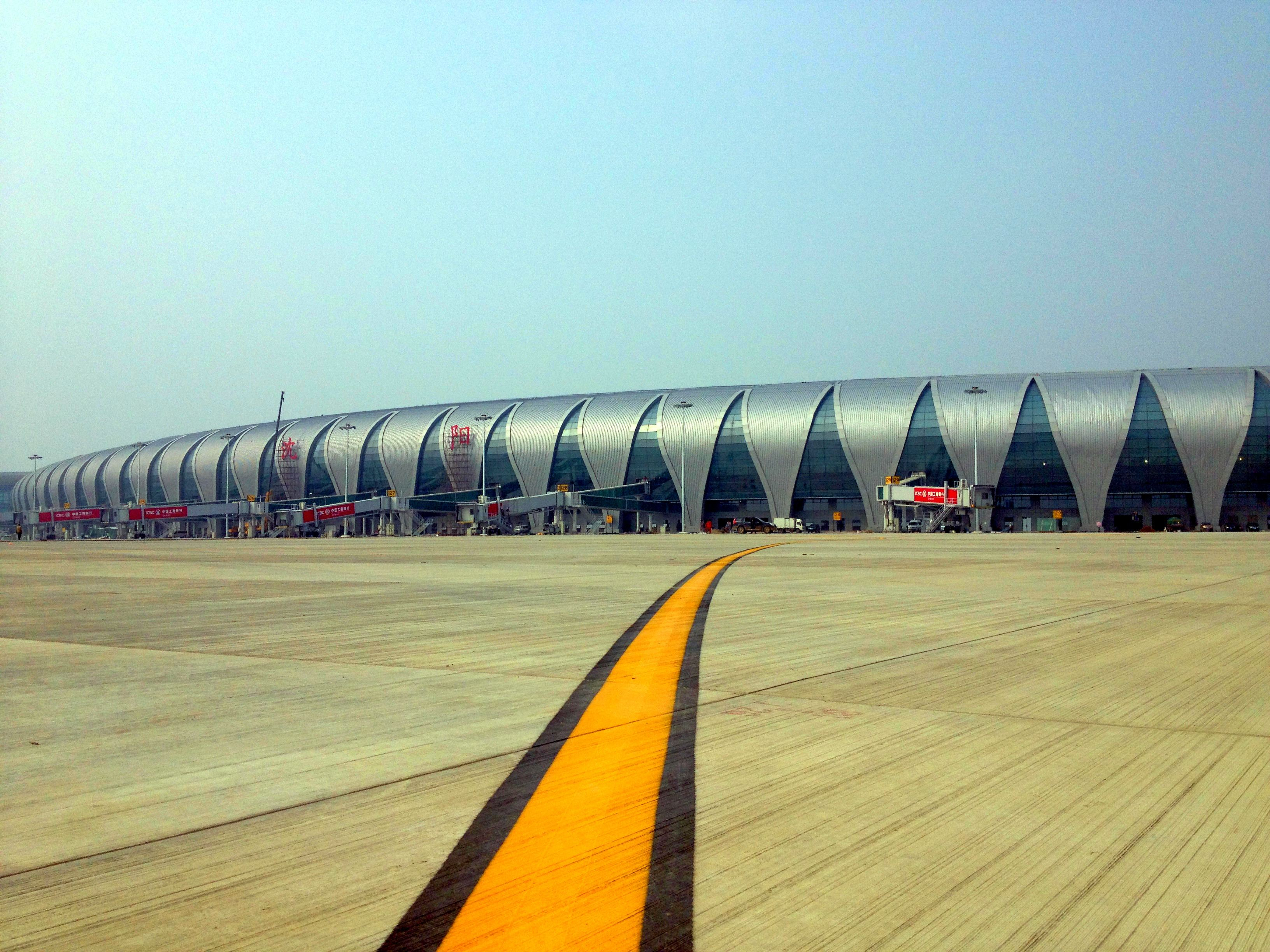
Sân bay quốc tế Đào Tiên Thẩm Dương

Thành phố được phục vụ bởi sân bay quốc tế Đào Tiên Thẩm Dương Thẩm Dương, nằm ở quận Hunnan. Đây là một trong tám trung tâm hàng không lớn và là sân bay bận rộn thứ 20 ở Trung Quốc.
Có ba sân bay khác ở Thẩm Dương, không có sân bay nào mở cửa cho công chúng. Sân bay chùa Đông (塔 机场) ở quận Dadong là sân bay lâu đời nhất ở Thẩm Dương, được khai trương vào những năm 1920 và ngưng hoạt động vào những năm 1980, mặc dù đã có đề xuất vào năm 2013 để di dời và mở lại nó ở Xinmin. Sân bay Beiling (机场) ở quận Huanggu được Tập đoàn máy bay Thẩm Dương sử dụng cho các chuyến bay thử nghiệm. Sân bay Yuhong (机场) ở quận Yuhong được ủy quyền cho quân đội chỉ sử dụng bởi các đơn vị đồn trú của Bộ chỉ huy Nhà hát phía Bắc.

### Phương tiện công cộng

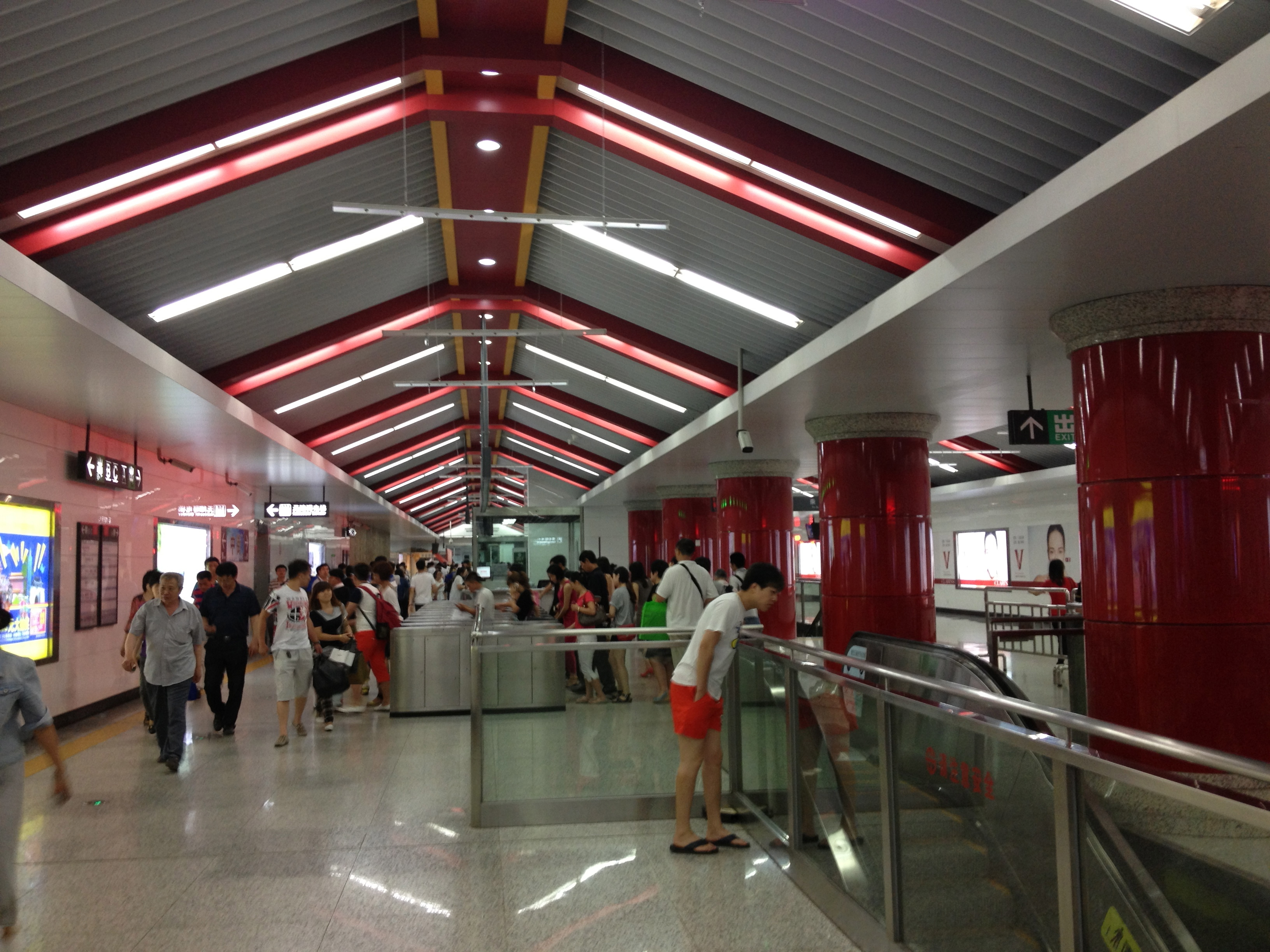
Tàu điện ngầm Thẩm Dương tuyến 1

Tại Thẩm Dương, có hơn 160 tuyến xe buýt. Thẩm Dương từng có khoảng 20 tuyến xe điện bánh hơi, một trong những mạng lưới xe buýt lớn nhất ở Trung Quốc. Toàn bộ mạng lưới đã bị phá hủy vào năm 1999 sau một vụ tai nạn điện giật nghiêm trọng làm 5 hành khách thiệt mạng vào ngày 12 tháng 8 năm 1998 và được thay thế bằng xe buýt chạy bằng diesel.
Xe điện ở Thẩm Dương được giới thiệu ở Thẩm Dương từ năm 1924 và có 6 tuyến hoạt động cho đến năm 1945. Nó đã bị gián đoạn lớn trong cuộc Nội chiến Trung Quốc do mất điện và các đợt ném bom của quân đội Quốc dân đảng, nhưng nhanh chóng hoạt động trở lại sau khi kết thúc Chiến dịch Liêu Thẩm. Sau khi thành lập Cộng hòa Nhân dân Trung Hoa, mạng lưới xe điện dần được thay thế bằng xe buýt và xe điện bánh hơi, và cuối cùng đóng cửa vào năm 1974. Vào tháng 12 năm 2011, chính quyền thành phố Thẩm Dương đã công bố kế hoạch xây dựng lại mạng lưới vận chuyển đường sắt nhẹ vào năm 2012, bao gồm 4 tuyến với khoảng cách 60 km (37 dặm) tại quận mới Hunnan. Mạng lưới xe điện hiện đại Thẩm Dương bắt đầu hoạt động vào ngày 15 tháng 8 năm 2013.
Thẩm Dương đã lên kế hoạch cho một hệ thống vận chuyển nhanh dưới lòng đất từ năm 1940, nhưng không thể hiện thực hóa ý tưởng do những hạn chế về địa chất và kỹ thuật của thành phố. Vào ngày 18 tháng 11 năm 2005, việc xây dựng tuyến tàu điện ngầm Thẩm Dương đầu tiên cuối cùng đã bắt đầu và việc xây dựng tuyến thứ hai bắt đầu vào ngày 18 tháng 11 năm 2006. Tuyến đầu tiên (đông-tây) đã được mở vào ngày 27 tháng 9 năm 2010 và tuyến thứ hai (phía bắc nam phía nam) đã được khai trương vào ngày 9 tháng 1 năm 2012. Việc xây dựng rất khó khăn do nền tảng giàu đá hoa cương mà thành phố được xây dựng.

## Văn hóa

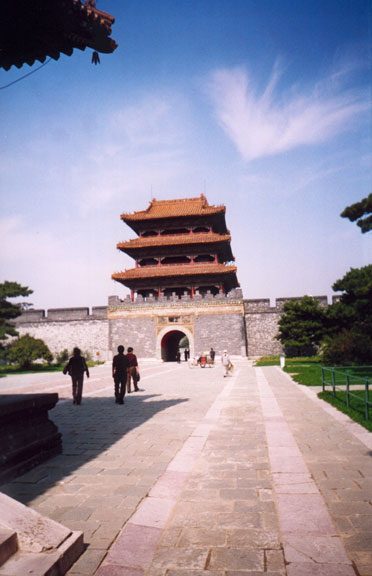
Chiêu Lăng, nơi chôn cất Hoàng Thái Cực.

### Điểm tham quan
- Cố cung Phụng Thiên (沈阳故宫): cung điện cũ của triều đại nhà Thanh trước khi chiếm đóng Trung Quốc đại lục. Đây là một di sản thế giới của UNESCO.
- Phúc Lăng (东陵): lăng mộ của hoàng đế đầu tiên của nhà Thanh, Nỗ Nhĩ Cáp Xích. Đây là một di sản thế giới của UNESCO.
- Chiêu Lăng (北陵): lăng mộ của hoàng đế nhà Thanh thứ hai, Hoàng Thái Cực. Công viên có diện tích 3.300.000 mét vuông (36.000.000 feet vuông) và được phục vụ bằng xe điện cho những du khách không muốn (hoặc không thể) đi qua chiều dài của công viên. Đây là một di sản thế giới của UNESCO.
- Núi Qipan (棋盘山): một khu nghỉ dưỡng giải trí ở quận mới Shenbei, phía đông bắc Thẩm Dương.
- Vườn bách thảo Thẩm Dương (阳 植物园) nằm trong Khu du lịch Qipanshan. Với tổng diện tích 2,46 km2 (610 mẫu Anh), khu vườn đã tổ chức Triển lãm Làm vườn Quốc tế vào năm 2006. Kể từ đó, nó còn được gọi là Vườn Triển lãm Quốc tế Thẩm Dương (阳). Một loạt các triển lãm thực vật được tổ chức trong suốt cả năm.
- Công viên rừng núi thiên thạch (山 森林), nằm ở phía đông nam của Thẩm Dương thuộc quận Hunnan. Thiên thạch lớn nhất nằm trên núi Huashitai của hạt Lixiang và dài 160 m (520 ft), rộng 54 m (177 ft), cao 42 m (138 ft) và nặng khoảng 2.000.000 tấn (2.200.000 tấn). Đây là thiên thạch lâu đời nhất trên thế giới được hình thành cách đây 4,5 tỷ năm và rơi xuống Trái Đất 1,9 tỷ năm trước.

### Ẩm thực

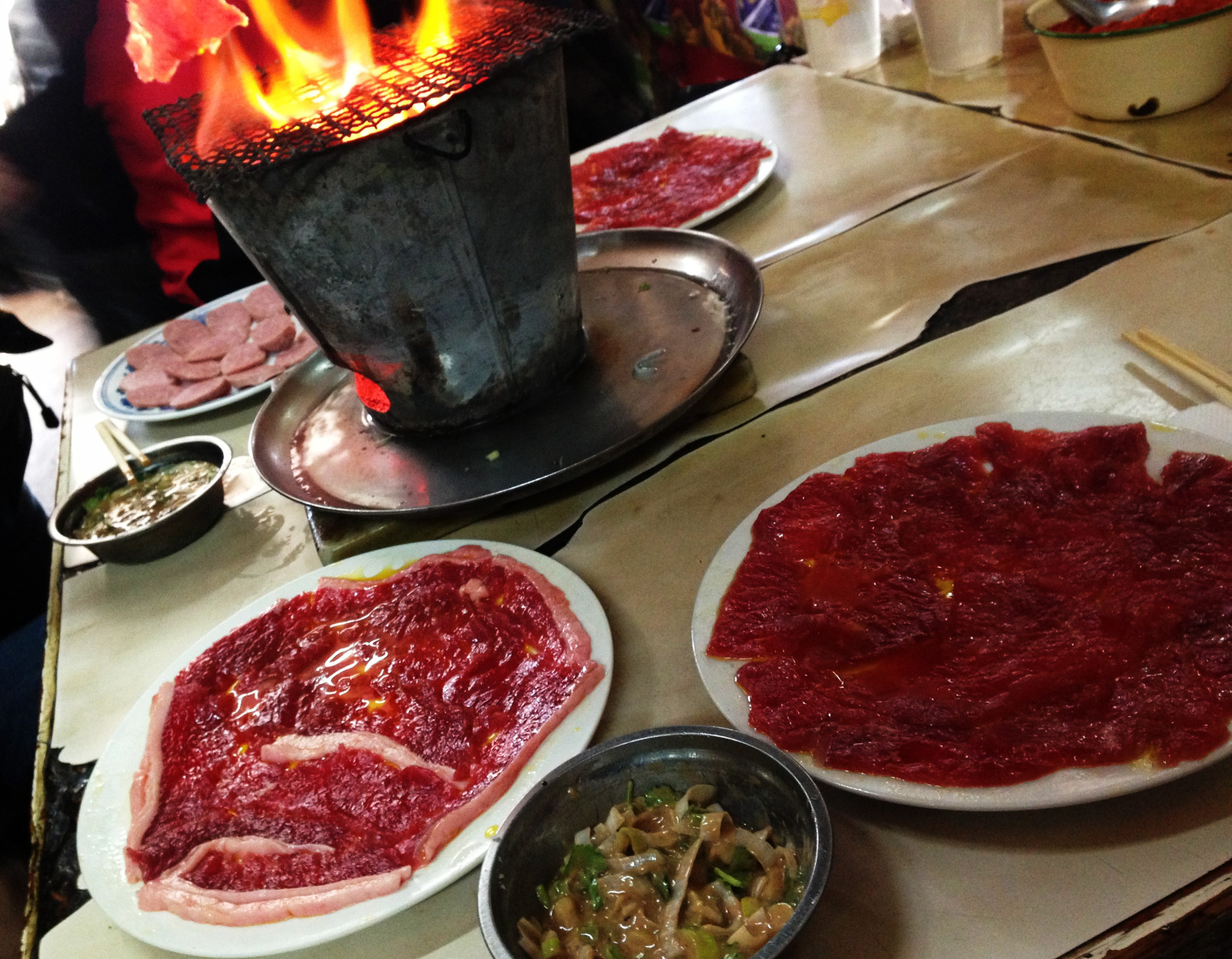
Thịt nướng kiểu Triều-Trung trong lò than bùn (泥炉烧烤) chỉ có ở Thẩm Dương

Thẩm Dương có ẩm thực Đông Bắc Trung Quốc cổ điển. Các bữa ăn truyền thống trong vùng là suan cai (còn gọi là dưa cải Trung Quốc), gà hầm và nấm, và bánh nhân thịt. Ẩm thực Triều Tiên, chẳng hạn như bánh gạo (tiếng Triều Tiên:떡; RR: tteok) và mì lạnh (tiếng Triều Tiên:냉면; Hanja: 冷麵; RR: naengmyeon; tiếng Trung:冷面; bính âm: Lěng Miàn), là một phần trong bữa ăn của người Thẩm Dương do có một số lượng đáng kể người Triều Tiên trong thành phố. Ngoài ra, do khu vực này từng bị người Mãn Châu chiếm giữ trong quá khứ, ẩm thực ở Thẩm Dương chịu ảnh hưởng cơ bản từ ẩm thực Mãn Châu, cũng như Lễ hội Hoàng gia Mãn Hán Toàn Tịch.
Do số lượng người Hồi khá lớn ở Thẩm Dương, ẩm thực halal là một thứ phổ biến và cũng được những người không theo đạo Hồi yêu thích.